# Frieira
Eritema pérnio, conhecido popularmente por frieira, é uma condição caracterizada por lesões nos vasos capilares da pele causadas pela exposição ao frio em pessoas predispostas. Os sintomas mais comuns são vermelhidão, comichão, inflamação e, em alguns casos, bolhas. A condição é muitas vezes confundida com as geladuras. No entanto, enquanto nas geladuras ocorre congelamento da pele, as frieiras são lesões teciduais não congelantes.
As frieiras podem ser prevenidas mantendo os pés e as mãos quentes durante o inverno e evitando oscilações extremas de temperatura. Embora as frieiras possam aparecer espontaneamente sem relação com outra condição, podem também ser um sinal de outras doenças subjacentes. Episódios recorrentes de frieiras podem sugerir a presença de doenças dos tecidos conjuntivos, como lúpus. Os sintomas podem ser aliviados com nifedipino, limaprosta ou corticosteroides por via oral. Também pode ser útil evitar a nicotina.